# Сан-Віталіано
Сан-Віталіано (італ. San Vitaliano) — муніципалітет в Італії, у регіоні Кампанія,  метрополійне місто Неаполь.
Сан-Віталіано розташований на відстані близько 200 км на південний схід від Рима, 23 км на північний схід від Неаполя.
Населення — 6461 особа (2014).
Щорічний фестиваль відбувається 16 липня. Покровитель — San Vitaliano di Capua.

## Демографія
Населення за роками:

Станом на 1 січня 2023 року в муніципалітеті офіційно проживали 154 іноземці з 21 країни, серед них 32 громадяни країн Євросоюзу та 44 громадяни України.

## Сусідні муніципалітети
- Марильяно
- Нола
- Сав'яно
- Шишано